# Tédizolide
Le tédizolide est un antibiotique de la classe des oxazolidinones.

## Spectre
Son spectre est essentiellement dirigé contre les bactéries Gram positif, dont le staphylocoque doré. En particulier, il est actif contre des souches résistantes à la méticilline, la vancomycine et même au linézolide. Son spectre est toutefois proche de ce dernier.

## Métabolisme
Il existe sous forme de prodrogue phosphate sur la fonction alcool qui est rapidement métabolisée par les phophatases pour régénérer le tédizolide. Il est bien absorbé par voie orale et son excrétion est essentiellement fécale. Les doses n'ont pas besoin d'être modifiées en cas d'insuffisance rénale ou hépatique.

## Efficacité
Elle est comparable à celle du linézolide dans les infections de la peau, que cela soit par voie orale ou par voie veineuse, suivie par un traitement par voie orale, tout en restant mieux toléré.